# الجدول الزمني لتكنولوجيا الاتصالات
الجدول الزمني لتكنولوجيا الاتصالات
- قبل 3500 ق.م - أجريت الاتصالات من خلال لوحات من قبائل السكان الأصليين.
- 3500 قبل الميلاد - وضع السومريون الكتابة المسمارية ووضع المصريون الكتابة الهيروغليفية
- القرن السادس عشر قبل الميلاد – وضع الفينيقيون الأبجدية
- 26-37 بعد الميلاد حكم الإمبراطور الروماني تيبريوس الإمبراطورية من جزيرة كابري بإرسال رسائل عبارة عن إشارات بالمرايا المعدنية العاكسة للشمس
- 105 - اخترع تساي لون الورق
- القرن السابع – كتبت إمبراطوريات الهندوس والملايو وثائق قانونية لفائف من  النحاسوكتبت وثائق أخرى على وسائل أكثر قابلية للتلف
- 751- وصول الورق إلى العالم الإسلامي بعد معركة تالاس
- 1305 - طور الصينيون لوحة خشبية من حروف الطباعة المتحركة
- 1450 - أنهى يوهانس غوتنبرغ مطبعة من حروف الطباعة المعدنية المتحركة
- 1520 - أرسلت السفن إشارة على رحلة فرديناند ماجلانلبعضها البعض بإطلاق مدفع ورفع الأعلام.
- 1793 - أنشأ كلود شاب أول إشارة خط تلغراف لمسافات طويلة
- 1831 - اقترح وأنشأ جوزيف هنري التلغراف الكهربائي
- 1835 -وضع صامويل مورس شفرة مورس
- 1843 - أنشأ صامويل مورس أول خط تلغراف كهربائي لمسافة طويلة
- 1844 - أنتج تشارلز فينيرتي الورق من لب الخشب بدلاً من ورق القماش محدود التوافر
- 1849 - نظمت الأسوشيتد برس نوفا سكوتيا ذلك الناقل السريع لآخر الأخبار الأوروبية لصحف نيويورك
- 1876 - عرض ألكسندر غراهام بيل و توماس واتسون هاتف كهربائي في بوسطن
- 1877 - حصل توماس إديسون على براءة اختراع الفونوغراف
- 1889 - حصل ألمون ستروجر على براءة اختراع هاتف اتصال مباشر
- 1901 - أرسل غولييلمو ماركوني إشارات لاسلكية من كورنوال إلى نيوفاوندلاند
- 1925 - أرسل جون لوجي بيرد أول إشارة تلفاز
- 1942 - اخترعت هيدي لامار و جورج أنثيل تقنية اتصالات القفز الترددي
- 1947 - اقترح دوغلاس رينج ودبليو راي يونج من معامل بيل نهجًا قائمًا على الخلية الذي أدى إلى "الهواتف الخلوية"
- 1949 - برهن كلود شانون، "واضع نظرية المعلومات"، رياضيًا على مبرهنة الاستعيان
- 1958 - قدم تشيستر كارلسون أول آلة ناسخة مناسبة للاستخدام المكتبي
- 1963 - تم إطلاق أول قمر صناعي للاتصالات متزامن مع الأرض بعد 17 عامًا من مقالة آرثر سي كلارك
- 1966 - أدرك تشارلز كاو أن إرشاد الموجة الضوئية القائم على السيليكا يوفر وسيلة عملية لنقل الضوء عن طريق الانعكاس التام
- 1969 - تم ربط أول مضيفي أربانت، سلفالإنترنت.
- 1971 - اخترع إرنا شنايدر هوفر نظام محوسب لتحويل المكالمات الهاتفية.
- 1977 - بدأ دونالد كانوث العمل على نظام تكس
- 1989 - بنى تيم بيرنرز لي و روبرت كايليو النظام الأولي الذي أصبح الشبكة العنكبوتية العالمية في سرن (المنظمة الأوروبية للبحوث النووية)
- 1991 - نقل أندرس أولسن موجات منفردة من خلال الألياف البصرية بمعدل نقل بيانات 32 مليار بت في الثانية
- 1992 - أرسل نيل بابورث أول رسالة قصيرة (أو رسالة نصية).
- 1992 - إنشاء منظمة إنترنت 2
- 1999 - 45% من الأستراليين يستخدمون الهاتف المحمول
- 2001 - أول نقل للسينما الرقمية عبر القمر الصناعي في أوروبا لفيلم روائي طويل بواسطة برنارد بوشون وألين لورنز وريموند ميلويج وفيليب بينانت.